# جيمس ريد (سياسي)
جيمس ريد هو سياسي كندي، ولد في 1921، وتوفي في 1991. انتخب عضو المجلس النيابي لنيوفندلاند ولابرادور ‏ عن دائرة Carbonear-Trinity-Bay de Verde ‏ (1972 – 1975).